# Reverse Psychology
Reverse Psychology – trzeci album studyjny fińskiego zespołu muzycznego Bomfunk MC’s, wydany 17 września 2004 roku.

## Lista utworów
Źródło: Discogs
| Nr  | Tytuł                         | Długość |
| --- | ----------------------------- | ------- |
| 1.  | „Hypnotic” (feat. Elena Mady) | 4:04    |
| 2.  | „Ladies & Fellas”             | 3:57    |
| 3.  | „No Way in Hell”              | 3:43    |
| 4.  | „Reverse Psychology”          | 3:56    |
| 5.  | „Hey Everybody”               | 3:57    |
| 6.  | „Funky Things”                | 3:23    |
| 7.  | „Track Star”                  | 4:31    |
| 8.  | „Turn It Up”                  | 3:57    |
| 9.  | „Foxy Lady”                   | 3:32    |
| 10. | „Irresistible”                | 3:32    |
| 11. | „Mosquito”                    | 3:08    |
| 12. | „Obvious”                     | 3:58    |

## Notowania na listach sprzedaży
| Kraj      | Lista (2004)  | Najwyższa pozycja |
| --------- | ------------- | ----------------- |
| Finlandia | Top 40 Albums | 10                |